# Annunziata Rees-Mogg
Annunziata Rees-Mogg (Bath, 25. ožujka 1979.), britanska je političarka, novinarka i zastupnica u Europskom parlamentu iz redova Stranke »Brexit«. Bila je zamjenicom urednika Daily Telegrapha, urednica Moneyweeka i European Journala te dopisnica BBC-a.
Rođena je u katoličkoj obitelji kao kći lorda Williama Rees-Mogga, bivšeg urednika Timesa i mlađa sestra političara Jacoba Rees-Mogga. S pet godina učlanila se u Konzervativnu stranku. Prema vlastitim riječima, od osme godine agitirala je za stranku noseći njezinu značku. Završila je srednju djevojačku školu u Zapadnom Londonu. Osim u novinarstvu, radila je i na burzi te se bavila financijskim poslovanjem i upravljanjem, ulagačkim bankarstvom i odnosima s javnošću. Protivila se uvođenju eura i ulasku Ujedinjenog Kraljevstva u Irački rat.
Razočarana politikom Davida Camerona i Therese May 2019. prelazi u Stranku »Brexit« i na izborima za Europski parlament osvaja zastupničko mjesto.